# Maladies de la canne à sucre
Liste non exhaustive des maladies de la canne à sucre (hybrides Saccharum X officinarum).

## Maladies bactériennes
| Maladies                                | Agents pathogènes                                                       |
| --------------------------------------- | ----------------------------------------------------------------------- |
| Gommose bacterienne de la canne à sucre | Xanthomonas axonopodis pv. vasculorum                                   |
| Échaudure des feuilles                  | Xanthomonas albilineans                                                 |
| Maladie des stries rouges               | Xanthomonas rubrilineans                                                |
| Mottled stripe (bandes tachetées))      | Herbaspirillum rubrisubalbicans                                         |
| Rabougrissement des repousses           | Leifsonia xyli subsp. xyli                                              |
| Red stripe                              | Acidovorax avenae subsp. avenae (agent des rayures bactériennes du riz) |

## Maladies fongiques
| Maladies                        | Agents pathogènes |
| ------------------------------- | --- |
| Pourriture noire                | Ceratocystis adiposa Chalara sp. [anamorphe] |
| Bandes noires                   | Cercospora atrofiliformis |
| Taches brunes                   | Cercospora longipes |
| Bandes brunes                   | Cochliobolus stenospilus Bipolaris stenospila [anamorphe] |
| Mildiou                         | Peronosclerospora sacchari = Sclerospora sacchari Peronosclerospora miscanthi = Sclerospora mischanthi Mycosphaerella striatiformans |
| Maladie des taches ocellées     | Bipolaris sacchari = Helminthosporium sacchari |
| Fusariose                       | Gibberella fujikuroi Fusarium moniliforme [anamorphe] Gibberella subglutinans |
| Maladie d'iliau                 | Clypeoporthe iliau = Gnomonia iliau Phaeocytostroma iliau [anamorphe] |
| Grillure des feuilles           | Stagonospora sacchari |
| Taches foliaires à Phyllosticta | Phyllosticta hawaiiensis |
| Maladie de l'ananas             | Ceratocystis paradoxa Chalara paradoxa = Thielaviopsis paradoxa [anamorphe] |
| Pokkah boeng                    | Gibberella fujikuroi Fusarium moniliforme [anamorphe] Gibberella subglutinans |
| Morve rouge                     | Glomerella tucumanensis = Physalospora tucumanensis Colletotrichum falcatum [anamorphe] |
| Pourriture rouge des gaines     | Athelia rolfsii = Pellicularia rolfsii Sclerotium rolfsii [anamorphe] |
| Taches rouges des gaines        | Mycovellosiella vaginae = Cercospora vaginae |
| Rhizoctone                      | Rhizoctonia solani |
| Maladie des taches rondes       | Leptosphaeria sacchari Phyllosticta sp. [anamorphe] |
| Pourriture racinaire            | Marasmius sacchari Pythium arrhenomanes Pythium graminicola Rhizoctonia sp. |
| Rouille commune                 | Puccinia melanocephala = Puccinia erianthi |
| Rouille orange                  | Puccinia kuehnii |
| Pourriture à Schizophyllum      | Schizophyllum commune |
| Charbon vêtu                    | Sclerophthora macrospora |
| Fonte des semis                 | Alternaria alternata Bipolaris sacchari Cochliobolus hawaiiensis Bipolaris hawaiiensis [anamorphe] Cochliobolus lunatus Curvularia lunata [anamorphe] Curvularia senegalensis Setosphaeria rostrata Exserohilum rostratum [anamorphe] = Drechslera halodes |
| Pourriture des gaines           | Cytospora sacchari |
| Charbon de la canne à sucre     | Ustilago scitaminea |
| Helminthosporiose               | Helminthosporium sp. |
| Flétrissement                   | Fusarium sacchari = Cephalosporium sacchari |
| Taches jaunes des feuilles      | Mycovellosiella koepkei = Cercospora koepkei |
| Taches foliaires zonées         | Gloeocercospora sorghi |

## Maladies virales
| Maladies              | Agents pathogènes                                                                          |
| --------------------- | ------------------------------------------------------------------------------------------ |
| Feuille jaune         | Virus de la feuille jaune de la canne à sucre (SCYLV, Sugarcane Yellow Leaf Virus)         |
| Nanisme               | Virus du nanisme de la canne à sucre (SCDV, Sugarcane dwarf virus)                         |
| Maladie de Fidji      | Virus de la maladie de Fidji de la canne à sucre (SCFDV, Sugarcane Fiji disease virus)     |
| Mosaïque              | Virus de la mosaïque de la canne à sucre (SCMV, Sugarcane mosaic virus)                    |
| Striures chlorotiques | Virus des stries chlorotiques de la canne à sucre Maize streak virus, souche canne à sucre |

## Maladies à phytoplasmes
Les phytoplasmes étaient précédemment appelés « organismes pseudo-mycoplasmes » (ou MLO pour mycoplasma-like organisms),.
| Maladies                                                  | Agents pathogènes                 |
| --------------------------------------------------------- | --------------------------------- |
| Touffe herbacée (SCGS Sugarcane Grassy Shoot)             | Phytoplasme de la touffe herbacée |
| Feuille blanche (SCWLP, Sugarcane White Leaf Phytoplasma) | Phytoplasme de la feuille blanche |